# Парсеваль-Дешен, Александр Фердинанд
Алекса́ндр Фердина́нд Парсева́ль-Деше́н (фр. Alexandre Ferdinand Parseval-Deschenes; 27 ноября 1790, Париж — 10 июня 1860, Париж) — французский военный и государственный деятель, адмирал Франции (2 декабря 1854), участник Крымской войны, сенатор.

## Биография
Родился в Париже 27 ноября 1790 года, сын генерального сборщика податей, племянник математика Марка-Антуана Парсеваля и академика Франсуа-Огюста Парсеваль-Гранмезона.
В военно-морскую службу вступил в 1804 году, и в 1805 году в эскадре адмирала Латуш-Тревиля сначала участвовал в захвате форта Диамант при Мартинике, а затем на линейном корабле «Bucentaure» в сражении у мыса Финистерре и в Трафальгарской битве. Вырвавшись из Трафальгарской битвы, Парсеваль-Дешен на своём корабле потерпел кораблекрушение у входа на рейд Кадиса. Спасённые рыбаками оставшиеся в живых моряки с «Bucentaure» прошли пешком через всю Испанию и в 1805 году вернулись во Францию.
С того времени Парсеваль-Дешен непрерывно находился в морских походах. В 1808 году он состоял на фрегате «Italienne» и в 1809 отличился в сражении с английской эскадрой при Ле-Сабль-д’Олон, заслужив там мичманские эполеты. С сентября того же года он находился на фрегате «Dryade», на котором оставался до апреля 1814 года, после чего продолжал плавания в Средиземном море на разных кораблях.
В августе 1817 года Парсеваль-Дешен был назначен командиром шхуны «Santarelle» и послан в Южную Америку. Там он составил обширное описание берегов Гвианы и течения реки Ориноко. В сентябре 1819 года он был произведён в лейтенанты. В 1822 году за спасение экипажа фрегата «Africaine» Парсеваль-Дешен был награждён орденом Почётного легиона и назначен командиром брига «Faune», в 1827 году он получил чин капитана 2-го ранга, в октябре 1828 года пожалован в кавалеры ордена св. Людовика. За отличие в Алжирской экспедиции был произведён в капитаны 1-го ранга.
С 1834 по 1839 год Парсеваль-Дешен последовательно командовал кораблём «Suffren», фрегатами «Didon» и «Iphigénie». Командуя последним кораблём, он принимал участие в экспедиции к Санто-Доминго, и затем плавал у берегов Мексики, блокировал Веракрус.
В начале 1839 года Парсеваль-Дешен вернулся во Францию и был пожалован званием командора Почётного легиона и назначен командиром корабля «Océan», 30 апреля произведён в контр-адмиралы. В этом чине он исправлял должность начальника штаба Тулонской эскадры, затем был морским префектом в Шербуре и в 1841 году возглавил эскадру Средиземного моря. В мае 1844 года пожалован званием великого офицера ордена Почётного легиона, а 15 июля 1846 года произведён в вице-адмиралы.
С июля 1847 по июль 1848 года он управлял морской префектурой Тулона, с 1849 по 1851 год снова командовал Средиземноморской эскадрой, затем заседал в техническом комитете, был председателем адмиралтейского совета. 26 января 1852 года назначен сенатором.
С началом Восточной войны Парсеваль-Дешен был назначен командиром Брестской эскадры и совместно с британским флотом совершил плавание в Балтийское море. Там он находился при взятии Бомарзунда и блокаде Свеаборга и Кронштадта. Через несколько месяцев после взятия Бомарзунда Парсеваль-Дешен 2 декабря 1854 года был произведён в адмиралы Франции и награждён большим крестом ордена Почётного легиона.
24 ноября 1855 года Парсеваль-Дешен вышел в отставку. Скончался 10 июня 1860 года в Париже, похоронен на кладбище Пер-Лашез.